# This Is My Truth Tell Me Yours
This Is My Truth Tell Me Yours is het vijfde studioalbum van de Welshe alternatieve rockband Manic Street Preachers uit 1998. Het is met drie keer platina het meest succesvolle album van de band, er werden wereldwijd  meer dan 3 miljoen exemplaren van verkocht.

## Overzicht
De titel is een citaat van de Welshe Labour Party-politicus Aneurin Bevan. De hoes is gefotografeerd op het strand van Porthmadog, Wales.
Voor de eerste keer zijn alle teksten geschreven door bassist Nicky Wire. Het geluid is meer pop-georiënteerd dan de vorige albums en heeft een experimentele toon.

## Ontvangst
This Is My Truth Tell Me Yours werd goed ontvangen door de pers. Het is het meest succesvolle album van de Manic Street Preachers en de enige dat de eerste plaats bereikte in de UK Albums Chart. Ook de single "If You Tolerate This Your Children Will Be Next" behaalde nummer één in de UK Singles Chart, een debuut voor de band.

## Tracks
| Nr. | Titel                                           | Duur |
| --- | ----------------------------------------------- | ---- |
| 1.  | The Everlasting                                 | 6:09 |
| 2.  | If You Tolerate This Your Children Will Be Next | 4:50 |
| 3.  | You Stole the Sun from My Heart                 | 4:20 |
| 4.  | Ready for Drowning                              | 4:32 |
| 5.  | Tsunami                                         | 3:51 |
| 6.  | My Little Empire                                | 4:09 |
| 7.  | I'm Not Working                                 | 5:51 |
| 8.  | You're Tender and You're Tired                  | 4:37 |
| 9.  | Born a Girl                                     | 4:12 |
| 10. | Be Natural                                      | 5:12 |
| 11. | Black Dog on My Shoulder                        | 4:48 |
| 12. | Nobody Loved You                                | 4:44 |
| 13. | S.Y.M.M                                         | 5:57 |